# Praxithea thomsonii
Praxithea thomsonii är en skalbaggsart som först beskrevs av Chabrillac 1857.  Praxithea thomsonii ingår i släktet Praxithea och familjen långhorningar. Inga underarter finns listade i Catalogue of Life.